# ماثيو يتس
ماثيو يتس هو لاعب هوكي الجليد كندي، ولد في 6 أبريل 1979 في Innisfail, Alberta ‏ في كندا.

## وصلات خارجية
- ماثيو يتس على موقع دوري الهوكي الوطني (الإنجليزية)
- ماثيو يتس على موقع قاعة مشاهير الهوكي (لاعب أن.إتش.أل) (الإنجليزية)
- ماثيو يتس على موقع EliteProspects.com (الإنجليزية)
- ماثيو يتس على موقع Eurohockey.com (الإنجليزية)
- ماثيو يتس على موقع HockeyDB.com (الإنجليزية)